# Zele
Zele é um município belga da província de Flandres Oriental. O município apenas compreende a vila de Zele propriamente dita. Em 1 de Janeiro de 2011, o município tinha uma população de  20.763 habitantes, uma área de 33.06 km² e uma densidade populacional de  628 habitantes por km².

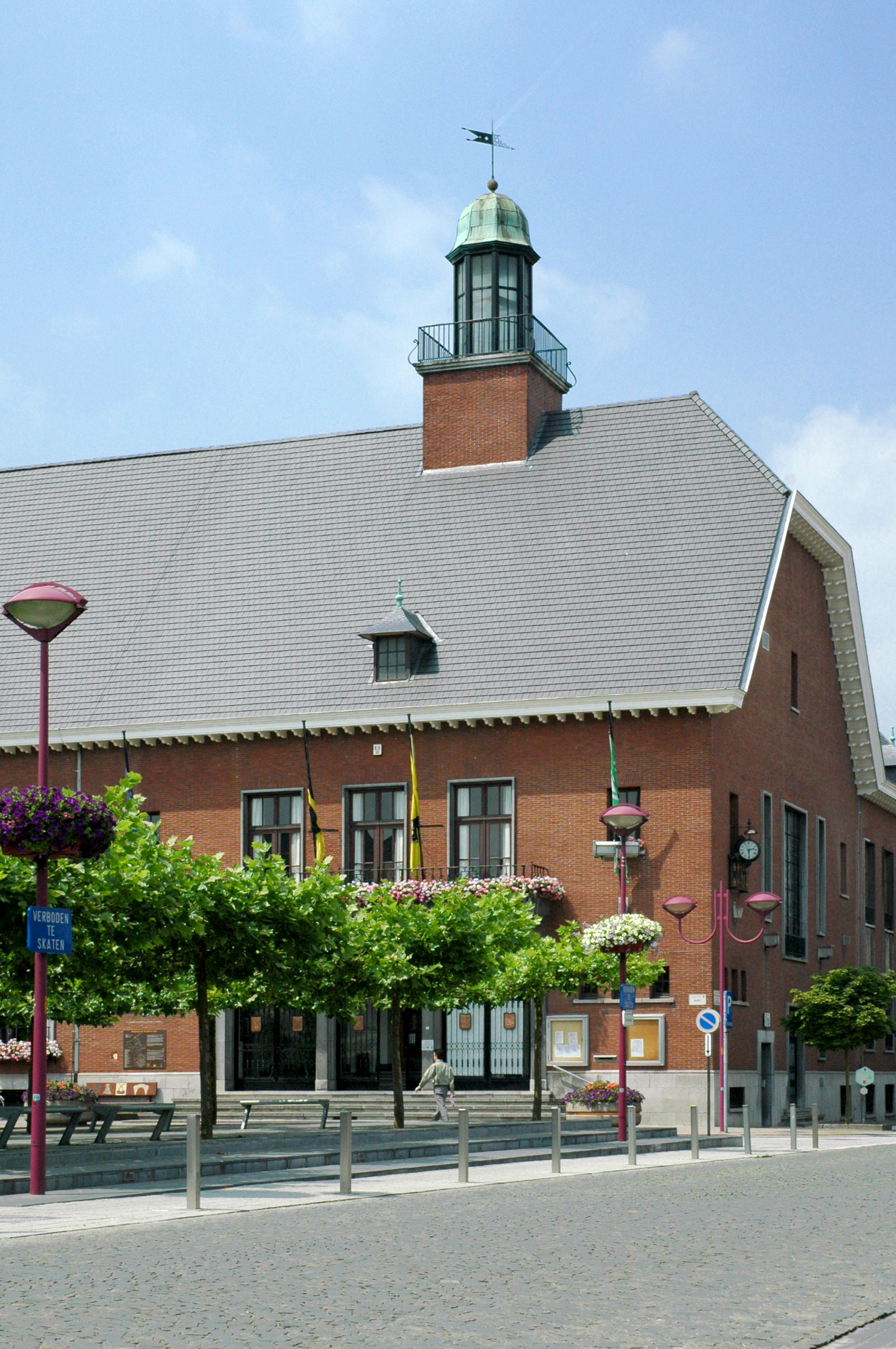
Edifício da prefeitura/câmara municipal de Zele.

## Habitantes famosos
- Pierre de Decker, antigo Primeiro-ministro da Bélgica (1855-1857).
- Caroline Maes, tenista profissional.
- Christophe Impens, recordista belga dos 1.500 metros, semi-finalista nos Jogos Olímpicos de Atlanta.
- Filip De Wilde, futebolista.

## Outros significados
- Zelé (зеле) significa 'couve' em búlgaro.
- Zele foi uma cidade na região do Pontus onde se realizou um sínodo.